# Nicolas Gersin
Nicolas Gersin (Aube, 1769 – Chantilly, 19 dicembre 1833) è stato un drammaturgo e librettista francese.

## Biografia
Nicolas Gersin nacque ad Aube nel 1769 e morì a Chantilly il 19 dicembre 1833..
Direttore di un'istituzione di Belleville che ospitò in particolare i futuri compositori Adolphe-Charles Adam e Ferdinand Hérold, le sue opere furono rappresentate sui più grandi palcoscenici parigini del XIX secolo: Théâtre du Vaudeville, Teatro dell'Odéon, Théâtre des Variétés, Théâtre-Français, ecc.
Morto per un ictus il 19 dicembre 1833 a Chantilly , Nicolas Gersin è lo zio del botanico Jean-Louis-Auguste Loiseleur Deslongchamps che vi studiò , e zio acquisito del compositore Angelo Maria Benincori  .

## Opere
- 1786: Rosine, ou l'Épouse abandonnée, opera in 3 atti, musica di François-Joseph Gossec;
- 1794: Hymne à l'Être suprême, parole del cittadino Laurence, musica del cittadino Gersin;[5][6]
- 1798: Arlequin-décorateur, commedia-parade in 1 atto e in prosa, mista a vaudevilles, con Alexandre de Ferrière e Antoine Année;
- 1799: Ne pas croire ce qu'on voit, commedia-vaudeville in 1 atto;
- 1799: Le Carrosse espagnol, ou Pourquoi faire?, commedia-vaudeville in 1 atto, con Étienne de Jouy;
- 1800: Gilles ventriloque, parade mista a vaudevilles, in 1 atto, con Pierre-Ange Vieillard e Antoine Année;
- 1800: Le Triomphe de Camille, opera in un atto, con Vieillard;
- 1801: Papirius, ou les Femmes comme elles étaient, parade storica in 1 atto, mista a vaudevilles, con Vieillard;
- 1804: La petite maison, opéra-comique in 3 atti, libretto di Michel Dieulafoy e Nicolas Gersin, musica di Gaspare Spontini;
- 1805: Un tour de soubrette, commedia in 1 atto e in prosa;
- 1805: Les Travestissements, commedia in 1 atto, con Vieillard e Antoine Année;
- 1805: Une heure de caprice, commedia in 1 atto, mista a vaudevilles;
- 1805: Les Valets de campagne, commedia in 1 atto, mista a vaudevilles;
- 1806: Les Quatre Henri, ou le Jugement du meunier de Lieusaint, parodia senza parodia in 1 atto, mista a vaudevilles, con Henri Simon e Michel Dieulafoy;
- 1807: Les Filles de Mémoire, ou le Mnémonite, commedia in 1 atto, mista a vaudevilles, con Michel Dieulafoy;
- 1807: Les Pages du duc de Vendôme, commedia in 1 atto, mista a vaudevilles, con Michel Dieulafoy;
- 1807: Le Fond du sac, ou la Préface de Lina, parodie vaudeville, in 1 atto e in 4 annate, con Michel Dieulafoy;
- 1808: La Vallée de Barcelonnette, ou le Rendez-vous de deux ermites, commedia-vaudeville in 1 atto, con Michel Dieulafoy;
- 1808: Bayard au Pont-Neuf, ou le Picotin d'avoine, folie-vaudeville in 1 atto, con Michel Dieulafoy;
- 1808: Au feu! ou les Femmes solitaires, commedia-vaudeville, in un atto, con Michel Dieulafoy;
- 1809: Adam Montauciel, ou A qui la gloire?, à-propos in 1 atto, e in vaudevilles, con Michel-Nicolas Balisson de Rougemont e Marc-Antoine Madeleine Désaugiers;
- 1809: L'Intrigue impromptue, ou Il n'y a plus d'enfant, commedia-vaudeville in 1 atto, con Michel Dieulafoy;
- 1810: La Robe et les Bottes, ou Un effet d'optique, folie-vaudeville in 1 atto, con Michel Dieulafoy;
- 1810: L'Auberge dans les nues, ou le Chemin de la gloire, piccola rivista di alcune grandi pièces, in 1 atto e in vaudevilles, con Michel Dieulafoy e Henri Simon;
- 1810: La Manufacture d'indiennes, ou le Triomphe du schall et des queues du chat, parodia de Bayadères, vaudeville in 1 atto, con Michel Dieulafoy;
- 1811: La Revanche grecque, ou Mahomet jugé par les femmes, tragicomico-vaudeville in 1 atto, in occasione di Mahomet II ( di Pierre Baour-Lormian), con Michel Dieulafoy;
- 1811: La Tasse de chocolat, ou Trop parler nuit, commedia-vaudeville in 1 atto, con Michel Dieulafoy;
- 1812: Jeanne d'Arc, ou le Siège d'Orléans, commedia storica in 3 atti, mista a vaudevilles, con Michel Dieulafoy;
- 1816: Les Gardes-marine, ou l'Amour et la Faim, vaudeville in 1 atto, con Michel Dieulafoy;
- 1816: Sans-Gêne chez lui, ou Chacun son tour, vaudeville in 1 atto, con Michel Dieulafoy;
- 1818: Le Duel par la croisée, ou le Français à Milan, commedia-vaudeville in 1 atto, con Michel Dieulafoy;
- 1818: Brouette à vendre, commedia in 1 atto, mista a vaudevilles, con Michel Dieulafoy;
- 1818: La Promesse de mariage, ou le Retour au hameau, opéra-comique in 1 atto e in prosa, con Michel Dieulafoy, musica di Angelo Maria Benincori;
- 1818: Une visite à Charenton, folie-vaudeville in 1 atto, con Pierre Carmouche, Eugène Durieu e Henri Simon;
- 1819: Le Drapeau français, ou les Soldats de Louis XIV, fatto storico in 1 atto, misto a vaudevilles, con Henri Simon;
- 1820: Ô l'impie, ou Enfin la voilà, vaudeville in 1 atto, con Marc-Antoine Désaugiers e Michel Dieulafoy, parodia di Olympie, opera in 3 atti di Gaspare Spontini;
- 1820: Un dîner à Pantin, ou l'Amphytrion à la diète, tableau-vaudeville in 1 atto, con Marc-Antoine Désaugiers e Michel-Joseph Gentil de Chavagnac;
- 1821: Le Permesse gelé, ou les Glisseurs littéraires, folie-revue in 1 atto, con Emmanuel Théaulon e Armand d'Artois;
- 1821: La Leçon de danse et d'équitation, commedia in 1 atto, mista a distici, con Sewrin;
- 1822: La Chercheuse d'esprit, opéra-comique di Antoine-Pierre-Charles Favart, messa in vaudevilles, con Gabriel de Lurieu;
- 1822: Les Arrangeuses, ou les Pièces mises in pièces, folie-vaudeville, in 1 atto, con Gabriel de Lurieu e Édouard-Joseph-Ennemond Mazères;
- 1823: L'Aveugle de Montmorency, commedia in 1 atto, mista a distici, con Nicolas Brazier, e Gabriel de Lurieu;
- 1823: Le Chevalier d'honneur, commedia in 1 atto, mista a vaudevilles, con Charles-Augustin Sewrin e Léonard Tousez;
- 1823: La Route de Bordeaux, à-propos in 1 atto e in versi liberi, in occasione del ritorno di S.A.R. il Duca d'Angoulême, con Marc-Antoine Désaugiers e Michel-Joseph Gentil de Chavagnac;
- 1825: La Couronne de fleurs, vaudeville in 1 atto, in occasione dell'Incoronazione di S.M. Charles X, con Gabriel de Lurieu e Jean-Baptiste-Charles Vial;
- 1825: Le Château et la Ferme, commedia in 1 atto e in prosa, con Emmanuel Théaulon e Paul Duport;
- 1826: Les Dames à la mode, à-propos-vaudeville in 1 atto, con Nicolas Brazier e Gabriel de Lurieu;
- 1826: L'Appartement garni, ou les Deux locataires, commedia-vaudeville in 1 atto, con Carmouche e Mélesville;
- 1826: Place à donner, vaudeville in 5 atti, con Alphonse Vulpian e Lassagne;
- 1826: Le Voisin, ou Faisons nos affaires nous-mêmes, commedia-vaudeville in 1 atto, con Gabriel de Lurieu e Marc-Antoine Désaugiers;